# Augusta H. Teller
Augusta Maria "Mici" Teller, de soltera Schütz-Harkányi; (30 de abril de 1909 - 4 de junio de 2000)  fue una científica y programadora informática húngaro-estadounidense que participó en el desarrollo del  algoritmo Metropolis.

## Trayectoria
Teller nació como Auguszta Mária Harkányi en Hungría, hija de Ella/Gabriella (Weiser) y Ede Harkányi, originalmente Hirsch Sámuel. Sus padres eran judíos, pero se habían convertido al cristianismo. Conocida como «Mici», ella y su hermano, Ede, fueron adoptados por su padre adoptivo tras la muerte de su padre biológico, quien les dio su segundo apellido. En 1924, Ede «Szuki» Schütz-Harkányi presentó a Mici a su amigo de la infancia, Edward Teller, que se convertiría en su futuro marido y en un importante científico del Proyecto Manhattan.
En 1931, Mici obtuvo el título de maestra tras estudiar matemáticas en la Universidad de Budapest.
Entre 1932 y 1933, Mici pasó dos años en la Universidad de Pittsburgh con una beca para estudiar sociología y psicología y obtuvo un máster en Trabajo de Personal en 1933. A su regreso a Hungría, se casó con su amigo de toda la vida, Edward Teller, el 24 de febrero de 1934. Los Teller emigraron a Estados Unidos en 1935, después de que el físico de origen ruso George Gamow invitara a Edward a dar clases en la Universidad George Washington. Ella y su marido obtuvieron la nacionalidad estadounidense el 6 de marzo de 1941. Los Teller tuvieron dos hijos: Paul y Wendy.

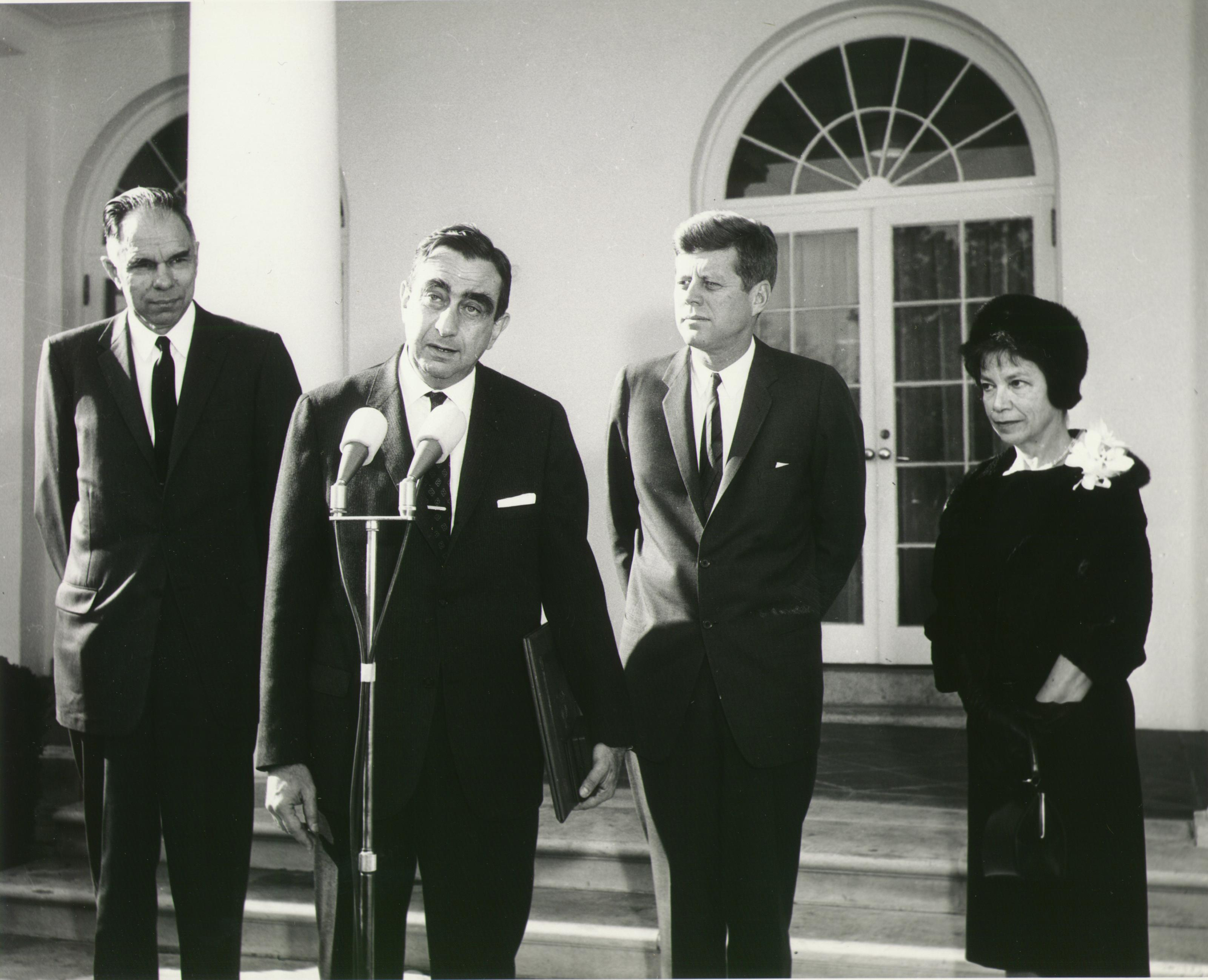
Mici Teller (derecha) en la ceremonia de la Casa Blanca de 1962, donde Edward Teller recibió el Premio Fermi del presidente John Kennedy.

En abril de 1943, Mici se unió a Edward en el Laboratorio Nacional de Los Álamos. Allí trabajó en la división de computación a tiempo parcial junto con otras esposas de científicos y trabajadores de Los Álamos. El grupo dependía de la División Teórica, dirigida por el físico Hans Bethe.
A finales de la década de 1940, la familia Teller se trasladó de Los Álamos (Nuevo México) a Chicago para poder trabajar en el Laboratorio Nacional Argonne. Mici escribió una de las primeras versiones del código del ordenador MANIAC I. También fue coautora del primer artículo que introdujo la simulación de Monte Carlo con cadenas de Markov, aunque el código final utilizado en la publicación fue escrito en su totalidad por Arianna Rosenbluth.
Los Teller se trasladaron definitivamente a California en la década de 1950. A los 91 años, el 4 de junio de 2000, Augusta «Mici» Teller murió de una enfermedad pulmonar.